# أفغانستان في الألعاب الأولمبية الصيفية 2020
شاركت أفغانستان في دورة الألعاب الأولمبية الصيفية لعام 2020 في العاصمة اليابانيّة طوكيو والتي كان من المقرر أن تُقام في الفترة من 24 تموز/يوليو إلى 9 آب/أغسطس 2020 لكنها أُجّلت للفترة الممتدة من 23 تموز/يوليو إلى 8 آب/أغسطس 2021 بسبب جائحة فيروس كورونا.

## المنافسون
فيما يلي قائمةٌ بعدد المنافسين الأفغانستانيين في دورة الألعاب الأولمبيّة الصيفية 2020:
| الرياضة     | عدد المشاركين | عدد المشاركات | المجموع |
| ----------- | ------------- | ------------- | ------- |
| ألعاب القوى | 1             | 1             | 2       |
| الرماية     | 1             | 0             | 1       |
| السباحة     | 1             | 0             | 1       |
| التايكوندو  | 1             | 0             | 1       |
| المجموع     | 4             | 1             | 5       |

## ألعاب القوى
شاركت أفغانستان عبر رياضيين اثنين في في دورة الألعاب الأولمبيّة
- Q = تأهل للدور الموالي
- q = تأهل للدور الموالي كأفضل ثالث أو كأفضل مركز ما بين باقي المجموعات
- NR = رقم وطني
- N/A = لم يُشارك/تُشارك
- Bye = إقصاء من المشاركة في الجولة بسبب مخالفة المتسابق/ة لقانون ما

سجّل المشاركة
| الرياضي/ة         | الفئة         | الدور التمهيدي | الدور التمهيدي | الجولة الأولى | الجولة الأولى | الدور قبل النهائي | الدور قبل النهائي | الدور النهائي | الدور النهائي |
| الرياضي/ة         | الفئة         | نتيجة          | مرتبة          | نتيجة         | مرتبة         | نتيجة             | مرتبة             | نتيجة         | مرتبة         |
| ----------------- | ------------- | -------------- | -------------- | ------------- | ------------- | ----------------- | ----------------- | ------------- | ------------- |
| شا محمود نور زاهي | 100 متر رجال  | 11.04 PB       | 7              | لم يتأهل      | لم يتأهل      | لم يتأهل          | لم يتأهل          | لم يتأهل      | لم يتأهل      |
| كامية يوسفي       | 100 متر سيدات | 13.29 NR       | 7              | لم تتأهل      | لم تتأهل      | لم تتأهل          | لم تتأهل          | لم تتأهل      | لم تتأهل      |

## الرماية
تلقَّت أفغانستان دعوة من اللجنة الثلاثية لإرسال رمَّاي بندقية (فئة الرجال) إلى الأولمبياد طالما يُحقّق شروط الحد الأدنى من درجة التأهل. بمشاركة مهدي يوفاري في هذه الدورة، أصبحَ هو أول رمَّاي يُمثّل بلده أفغانستان في دورة أولمبيّة في مجال الرماية على الإطلاق.
| الرياضة     | الفئة       | مرحلة التأهل | مرحلة التأهل | المرحلة النهائيّة | المرحلة النهائيّة |
| الرياضة     | الفئة       | عدد النقاط   | المرتبة      | عدد النقاط       | المرتبة          |
| ----------- | ----------- | ------------ | ------------ | ---------------- | ---------------- |
| مهدي يوفاري | 10 متر رجال | 601.4        | 47           | لم يتأهّل         | لم يتأهّل         |

## السباحة
تلقَّت أفغانستان دعوة من الاتحاد الدولي للسباحة لإرسالِ سباحٍ واحدٍ من أفضل السباحين عندهم للمشاركة في الأولمبياد وذلك بناءً على نظام نقاط الاتحاد الدولي في 28 حزيران/يونيو 2021.
| الرياضة     | الحدث           | المرحلة التمهيديّة | المرحلة التمهيديّة | الدور قبل النهائي | الدور قبل النهائي | الدور النهائي | الدور النهائي |
| الرياضة     | الحدث           | التوقت            | المرتبة           | التوقيت           | المرتبة           | التوقيت       | المرتبة       |
| ----------- | --------------- | ----------------- | ----------------- | ----------------- | ----------------- | ------------- | ------------- |
| فهيم أنواري | 50 متر حرة رجال | 27.67             | 69                | لم يتأهل          | لم يتأهل          | لم يتأهل      | لم يتأهل      |

## التايكوندو
شاركت أفغانستان في الأولمبياد عبر لاعب تايكوندو واحد هو فرزاد منصوري.
| الرياضي/ة    | الفئة              | دور الستّة عشر                         | ربع النهائي   | نصف النهائي   | الملحق        | النهائي / BM  | النهائي / BM |
| الرياضي/ة    | الفئة              | الخصم النتيجة                         | الخصم النتيجة | الخصم النتيجة | الخصم النتيجة | الخصم النتيجة | الترتيب      |
| ------------ | ------------------ | ------------------------------------- | ------------- | ------------- | ------------- | ------------- | ------------ |
| فرزاد منصوري | + 80 كيلوغرام رجال | إن كيو-دون (كوريا الجنوبية) · L 12–13 | لم يتأهل      | لم يتأهل      | لم يتأهل      | لم يتأهل      | لم يتأهل     |